# LuxRender
LuxRender — система физически корректного рендеринга трехмерных сцен, имеющая открытый исходный код. Программа работает на Windows, Mac OS X, а также на операционных системах на базе ядра Linux. Экспортеры доступны для приложений Blender, XSI, Cinema 4D, 3ds Max, SketchUp и Maya. В 2017 году проект был перезапущен под новым именем: LuxCoreRender.

## Обзор

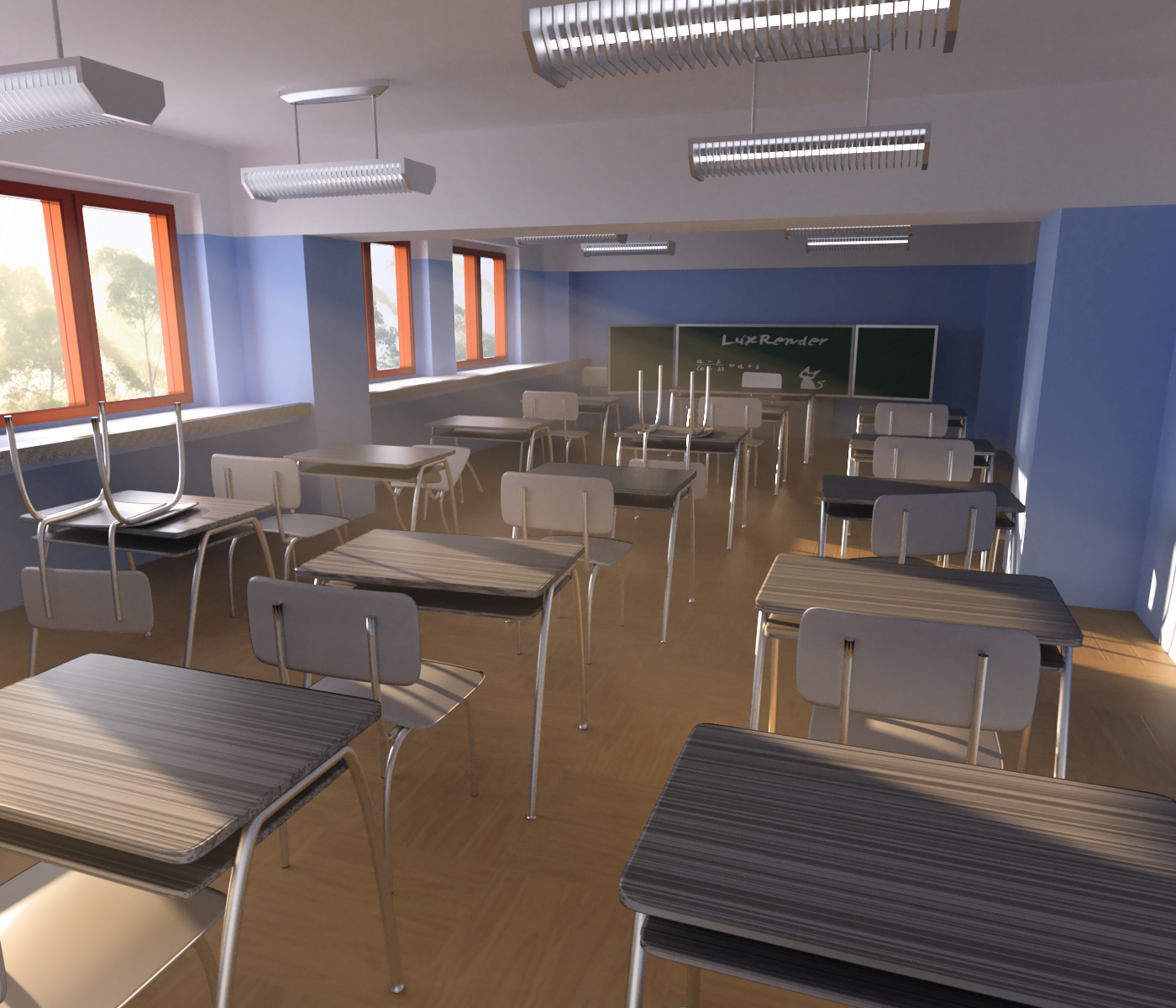
Рендеринг интерьера класса, сделанный с помощью LuxRender. Смоделировано в Blender

LuxRender является системой рендеринга, сцены для неё должны быть смоделированы и подготовлены к визуализации в другой программе (например в Blender или 3DS Max). Для использования системы LuxRender, необходимо экспортировать сцены и модели из редакторов графики с помощью специальных плагинов или скриптов.